# Réserve naturelle régionale des anciennes carrières d'Orival
La réserve naturelle régionale des anciennes carrières d'Orival (RNR189) est une réserve naturelle régionale située en région Normandie. Classée en 2008, elle occupe une surface de 19 hectares et protège un site d'extraction de calcaire ainsi que des pelouses calcicoles.

## Localisation

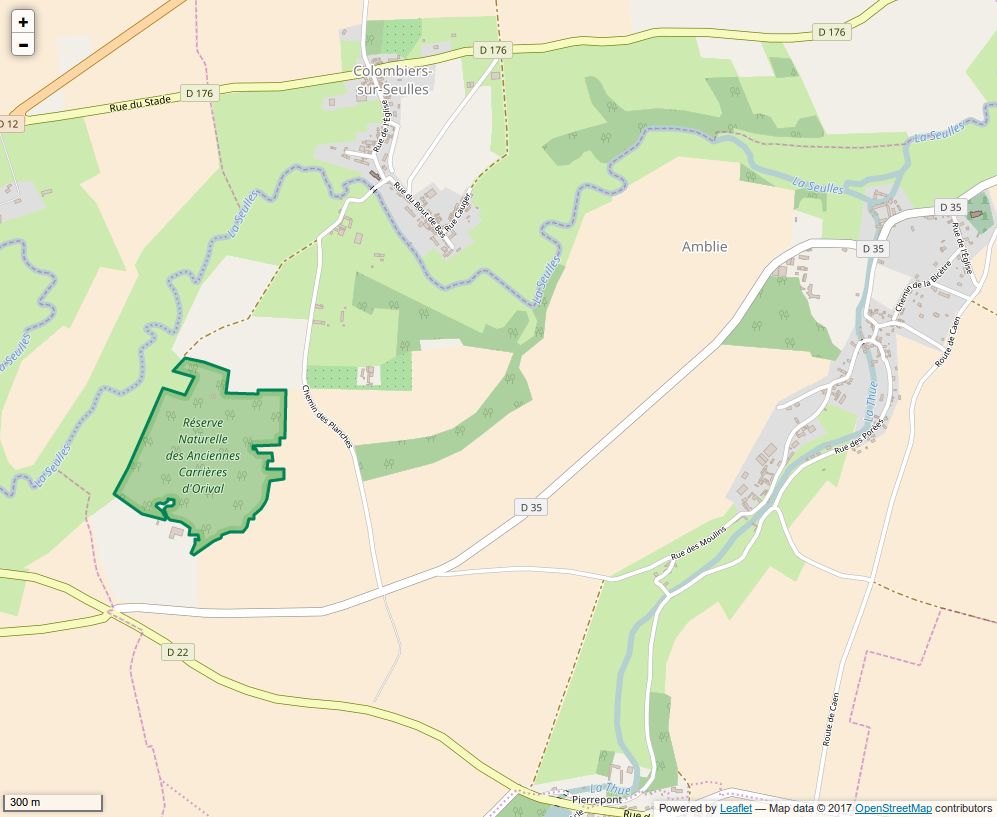
Périmètre de la réserve naturelle.

Le territoire de la réserve naturelle est dans le département du Calvados, sur la commune d'Amblie à 20 km au nord-ouest de Caen et à 5 km du littoral. Il occupe des anciennes carrières à proximité de la Seulles.

## Histoire du site et de la réserve
Les carrières datent de l'époque mérovingienne. On y exploitait à ciel ouvert la pierre appelée « carreau d'Orival », calcaire bathonien employé notamment dans la construction de monuments tels que la cathédrale de Bayeux. Des traces de fours à chaux subsistent également.

## Écologie (biodiversité, intérêt écopaysager…)
Outre la présence de roches affleurantes d'intérêt national sur le plan géologique, l'intérêt principal du site est d'ordre botanique.
Le site sert également de corridor écologique avec la vallée de la Seulles.

### Flore
On trouve sur le site au moins 6 espèces protégées au niveau national ou régional : Alisier de Fontainebleau, Gentiane amère, Orchis grenouille, Raiponce délicate, Épiaire raide, Seslérie bleuâtre.
On trouve également sur le site de nombreuses orchidées ainsi que des zones à bryophytes.

### Faune
La faune est caractéristique des milieux calcicoles en particulier pour les invertébrés. Parmi les insectes présents, on trouve l'Argus bleu-nacré, le Caloptéryx éclatant, le Criquet des bromes ou la Libellule déprimée.
Les fours à chaux servent pour l'hivernage des chauves-souris.

## Intérêt touristique et pédagogique
La diversité des habitats contribue à donner au site une valeur pédagogique importante. Celui-ci offre également un beau point de vue sur la vallée de la Seulles et ses prairies humides. Un panneau d'information a été mis en place à l'entrée des carrières.

## Administration, plan de gestion, règlement
La réserve naturelle est gérée par le Conservatoire d'espaces naturels de Basse Normandie.

### Outils et statut juridique
La réserve naturelle a été créée par une délibération du 18 avril 2008 (arrêté préfectoral de protection de biotope FR3800068).
Les carrières d'Orival sont en zone naturelle d'intérêt écologique, faunistique et floristique de type I, sous le no 250006506.

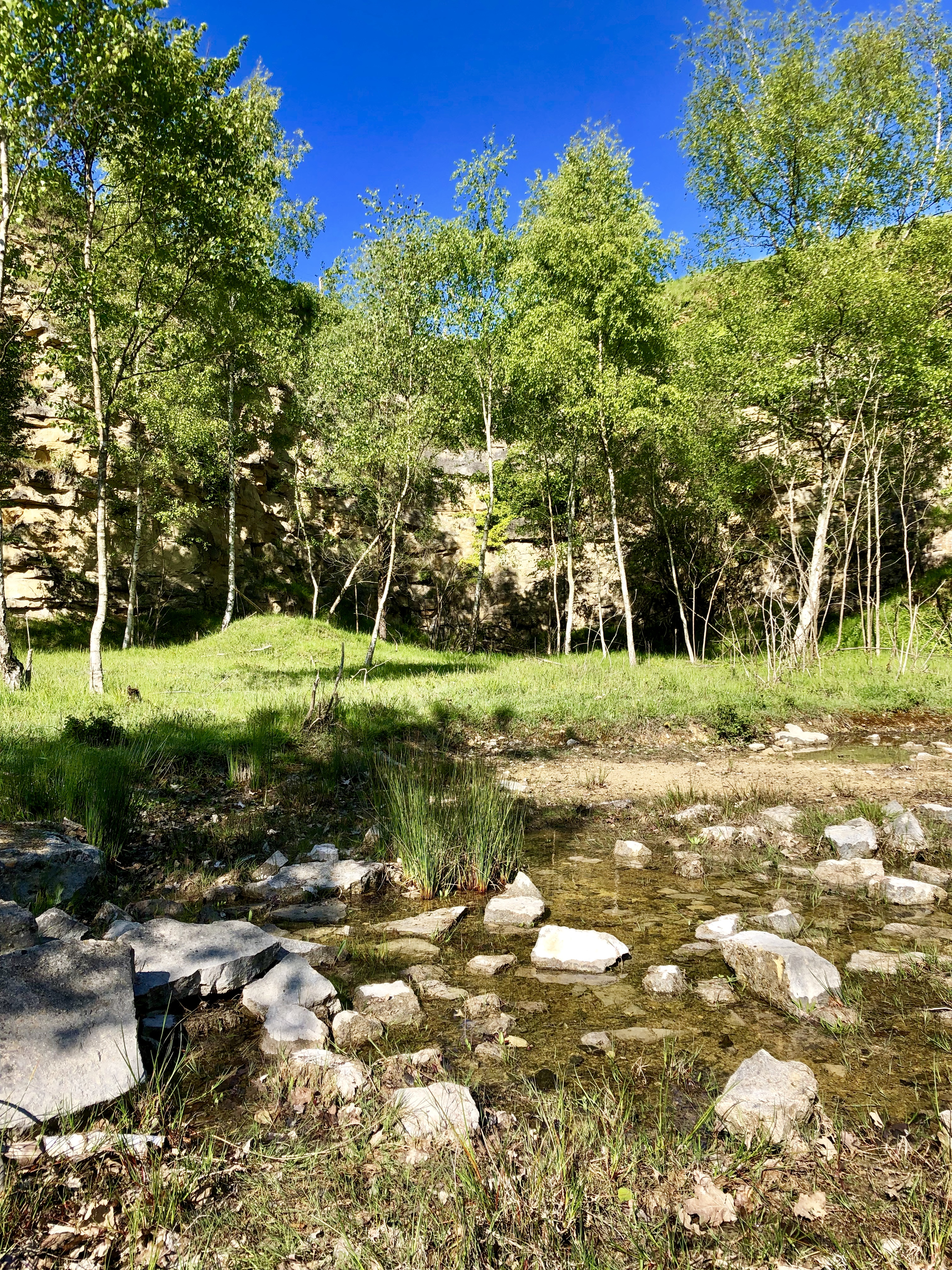
Pelouse et petite mare.
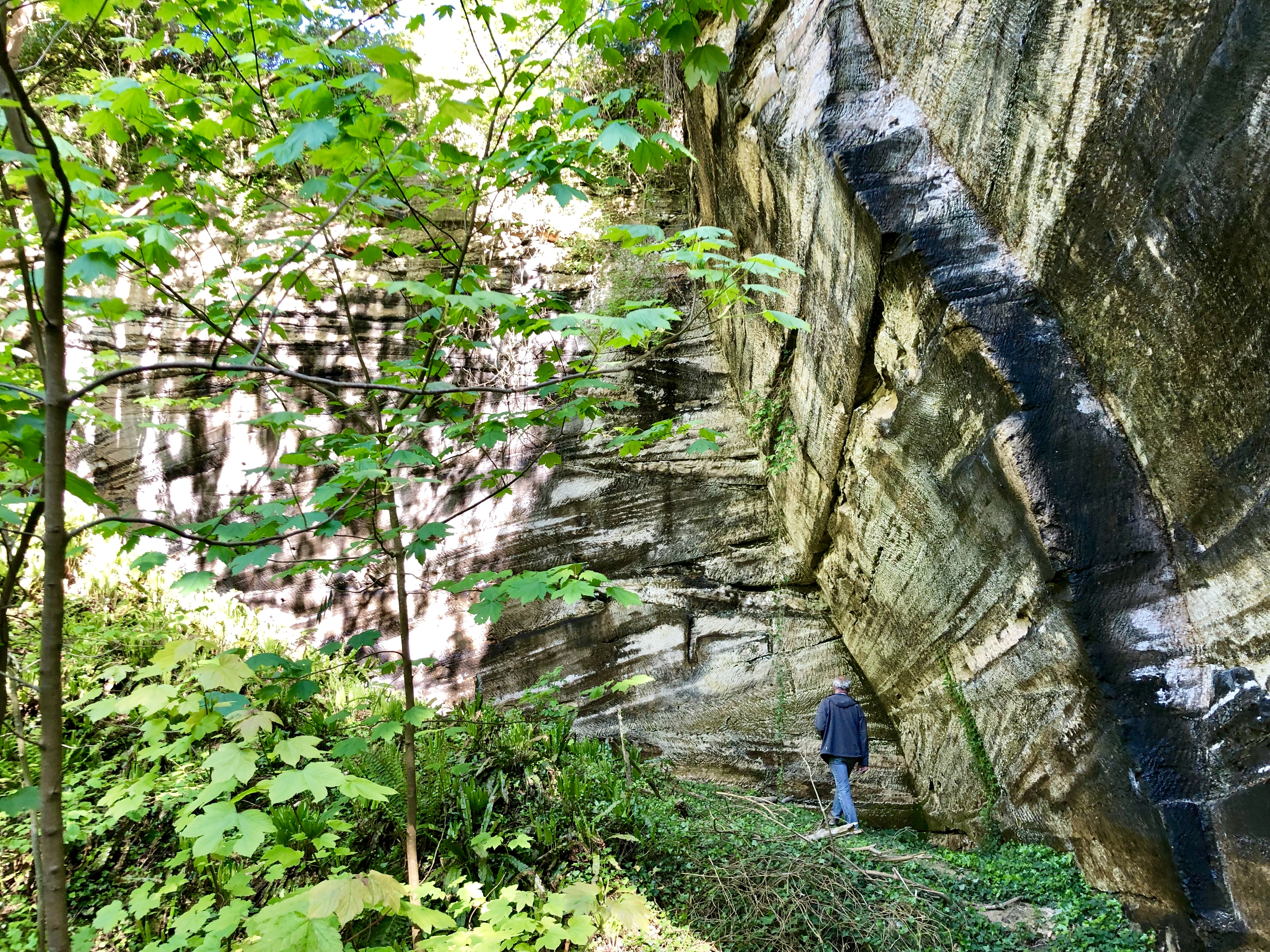
Au pied des parois obliques.
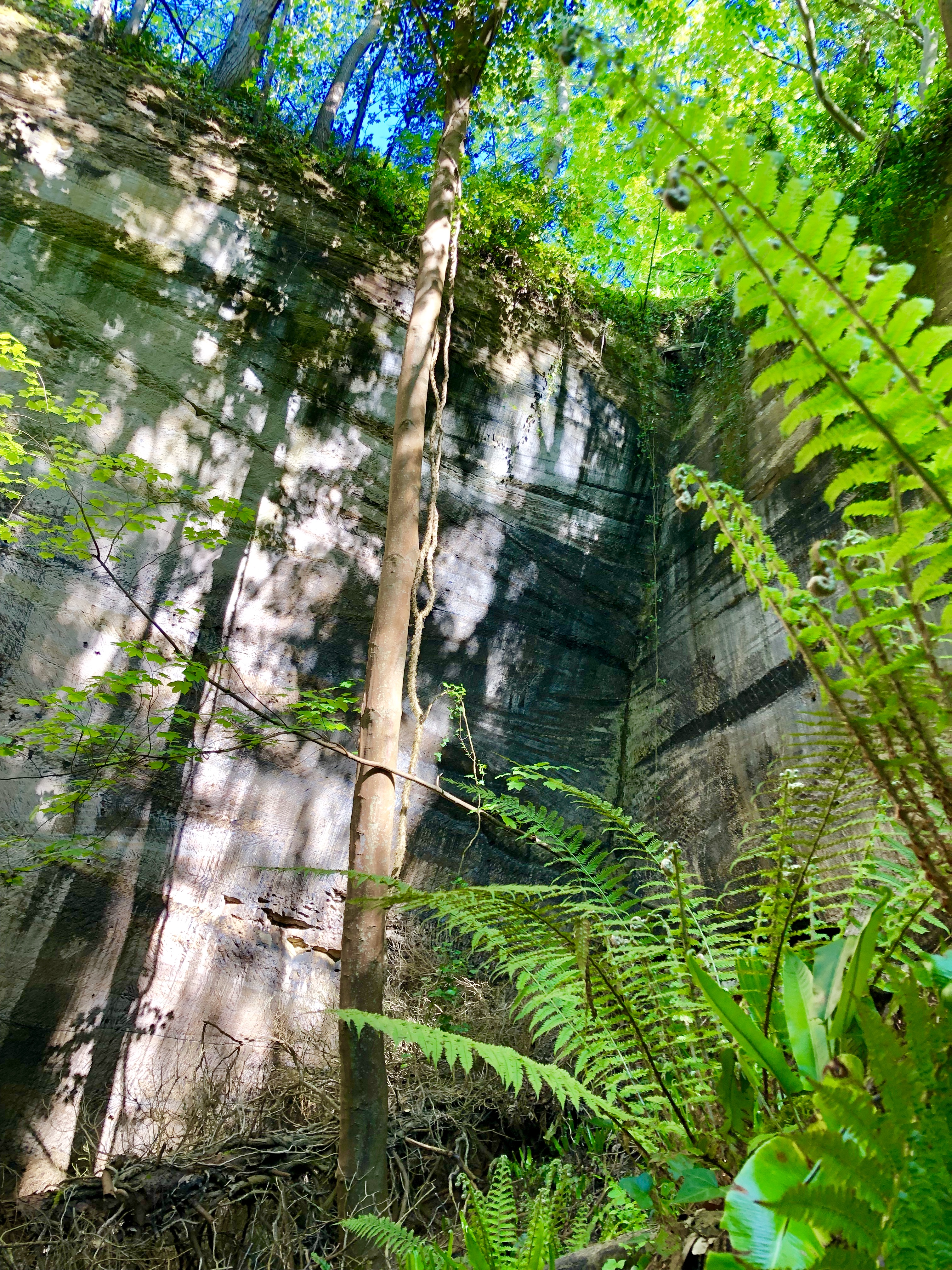
Végétation au pied des parois.
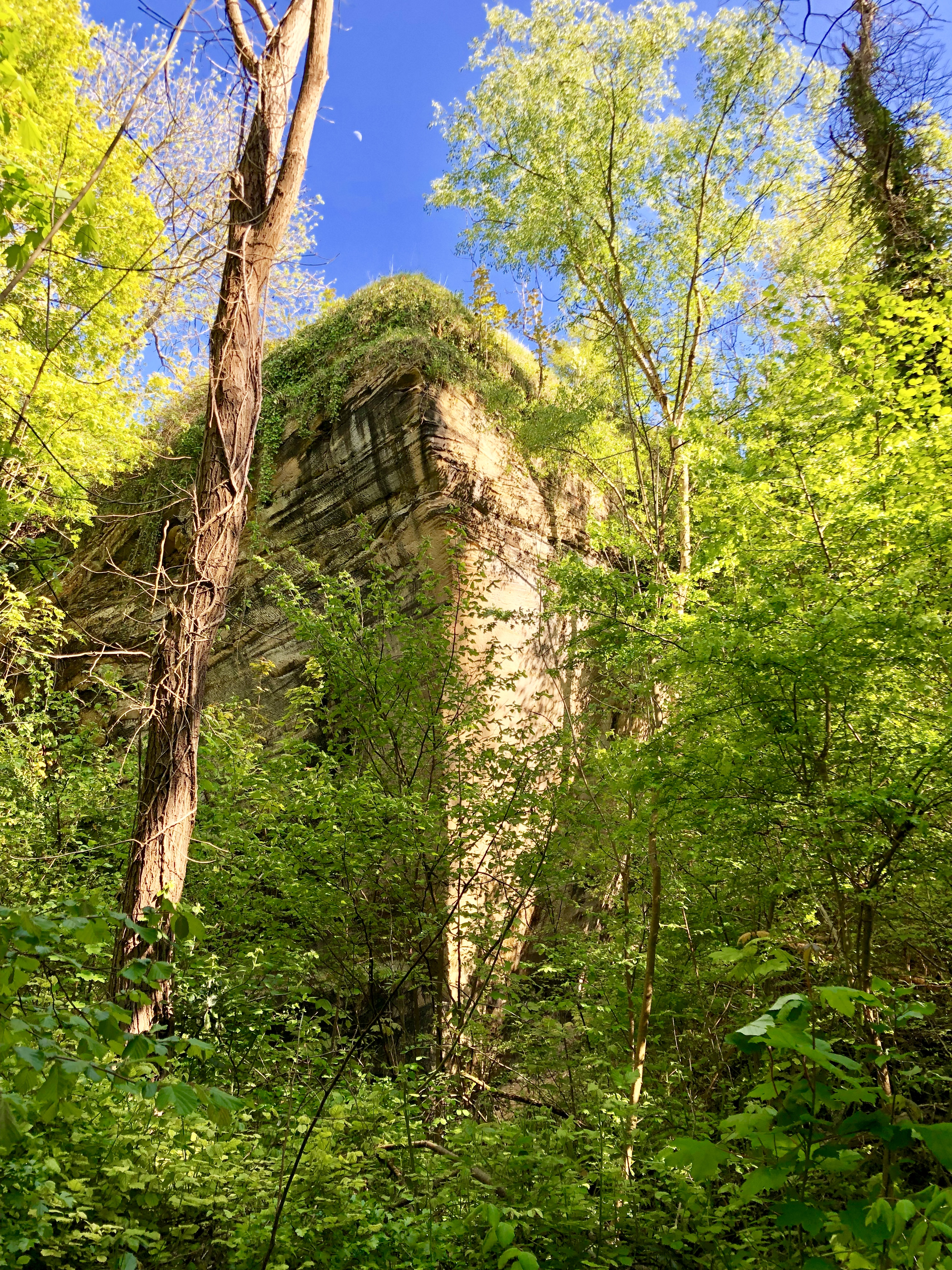
Au pied du front de taille.